# Caeleb Dressel
Caeleb Remel Dressel (* 16. srpna 1996 Green Cove Springs) je americký plavec, specialista na krátké tratě volným stylem a motýlkem. Je označován za možného nástupce Michaela Phelpse.
V roce 2013 se stal juniorským mistrem světa na 100 metrů volným způsobem. Na Letních olympijských hrách 2016 byl členem vítězných amerických štafet ve volném způsobu a polohovém závodě. V individuálním závodě na 100 m v. zp. skončil na šestém místě.
Na mistrovství světa v plavání v roce 2017 získal sedm zlatých medailí: 50 m v. zp., 100 m v. zp., 100 m motýlek, 4×100 m v. zp. muži, 4×100 m polohový závod muži, 4×100 m v. zp. smíšená štafeta a 4×100 m polohový závod smíšená štafeta. Na MS 2019 získal šest zlatých medailí (50 m v. zp., 100 m v. zp., 50 m motýlek, 100 m motýlek, 4×100 m v. zp. muži, 4×100 m v. zp. smíšená štafeta) a dvě stříbrné medaile (4×100 m polohový závod muži a 4×100 m polohový závod smíšená štafeta). Stal se tak prvním plavcem v historii, který získal osm medailí na jednom světovém šampionátu.
Na Letních olympijských hrách v Tokiu 2020 (Konané v roce 2021) získal zlatou medaili jako první člen štafety 4×100 m v. zp. muži, a dočkal se i první Olympijské zlaté individuálně, když v novém olympijském rekordu 47,02 s zvítězil na 100 m v. zp. a další individuální zlatou přidal na 100 m motýlek, který dokonce opanoval v rekordu světovém 49,45 s. , poslední individuální zlatou získal s velkou převaho na 50 m v. zp., jak jinak, než v novém OR (21,07 s). Páté zlato přidal jako člen štafety 4×100 m polohově muži, dokonce ve světovém rekordu, a stal se tak nejúspěšnějším účastníkem Tokijské olympiády.
Vytvořil světové rekordy 49,50 s na 100 m motýlek a 20,24 na 50 m volný způsob v krátkém bazénu. Podílel se také na sedmi světových rekordech amerických štafet. V letech 2017 a 2019 ho časopis Swimming World vyhlásil nejlepším světovým plavcem roku.
Je absolventem University of Florida.

## Rychlostní rekordman
Dressel je také oficiálně nejrychlejším lidským plavcem v dějinách. Nejvyšší plavecká rychlost člověka, která byla dosud oficiálně zaznamenána, je právě jeho plavecký výkon 17,63 sekundy na vzdálenost 50 yardů (45,72 metru), odpovídající rychlosti 2,59 m/s (9,34 km/h). Toho dosáhl v roce 2018, navíc přitom jeden 15-ti metrový úsek údajně zaplaval za 4,96 s., což odpovídá dokonce rychlosti 3,02 m/s (10,89 km/h).